# Mirko Petrović Njegoš
Mirko Petrović (crnog. ćiril. Мирко Петровић; Njeguši, 1820. – Cetinje, 1867.) crnogorski veliki vojvoda, otac kralja Nikole I. i stariji brat kneza Danila I.
Sudionik je Pohare Kuča i heroj Grahovačke bitke 1858.
Protjerao iz Crne Gore mitropolita Nikanora nakon njegove nečasne uloge u ubojstvu Danila I. u Kotoru 1860.
Vjeruje se da je od 1860. do svoje smrtri 1867. bio najmoćnija ličnost u Crnoj Gori.
Samo je on imao u Crnoj Gori titulu Velikog vojvode.
Osnivač Založnice crnogorske.
Ogledao se i kao pjesnik.
Sližbeno, kolera je bila uzrokom njegove smrti, no neslužbeno se tvrdi da je otrovan - o čemu ne postoje dokazi.

## Vanjske poveznice
- "Ko je bio vojvoda Mirko: Veliki ratni pobjednik i spasilac moštiju sv. Vasilija Ostroškog"  Arhivirana inačica izvorne stranice od 16. rujna 2016. (Wayback Machine)

## Zanimljivost
Uoči Podgoričke skupštine 1918. Srbi su u Podgorici srušili obelisk podignut njemu u čast u centru grada.